# Bruchus longicornis
Bruchus longicornis is een keversoort uit de familie bladkevers (Chrysomelidae). De wetenschappelijke naam van de soort werd in 1816 gepubliceerd door Thunberg.